# Titularbistum Falerone
Falerone ist ein im Jahr 1969 erstmals als solches im Annuario Pontificio verzeichnetes Titularbistum der römisch-katholischen Kirche, das auf einen antiken Bischofssitz der Stadt Falerone in der italienischen Region Marken zurückgeht.
| Titularbischöfe von Falerone |                                             |                                                     |                 |                   |
| Nr.                          | Name                                        | Amt                                                 | von             | bis               |
| 1                            | Peter Quinn                                 | Weihbischof in Perth (Australien)                   | 26. Juni 1969   | 26. Mai 1982      |
| 2                            | Wojciech Ziemba                             | Weihbischof im Ermland (Polen)                      | 19. Juni 1982   | 25. März 1992     |
| 3                            | Damião António Franklin                     | Weihbischof in Luanda (Angola)                      | 29. Mai 1992    | 23. Januar 2001   |
| 4                            | Giuseppe Betori                             | Generalsekretär der Italienischen Bischofskonferenz | 5. April 2001   | 8. September 2008 |
| 5                            | Luigi Bianco Titularerzbischof pro hac vice | Apostolischer Nuntius                               | 12. Januar 2009 |                   |